# Cardiodactylus philippinensis
Cardiodactylus philippinensis är en insekt som beskrevs 1913 av Ignacio Bolívar. Arten ingår i släktet Cardiodactylus och familjen syrsor. Inga underarter finns listade i Catalogue of Life.